# Aspalathus cerrantha
Aspalathus cerrantha är en ärtväxtart som beskrevs av Christian Friedrich Frederik Ecklon och Carl Ludwig Philipp Zeyher. Aspalathus cerrantha ingår i släktet Aspalathus och familjen ärtväxter. Inga underarter finns listade i Catalogue of Life.